# Stygnoleptes
Stygnoleptes is een geslacht van hooiwagens uit de familie Zalmoxioidae.
De wetenschappelijke naam Stygnoleptes is voor het eerst geldig gepubliceerd door Banks in 1914. 

## Soorten
Stygnoleptes omvat de volgende 5 soorten:
- Stygnoleptes analis
- Stygnoleptes crassus
- Stygnoleptes gibber
- Stygnoleptes sellatus
- Stygnoleptes tarmanus